# Cebrella pellecebra
Cebrella pellecebra is een vlinder uit de familie van de Lycaenidae. De wetenschappelijke naam van de soort is voor het eerst gepubliceerd in 1910 door Hans Fruhstorfer.

## Verspreiding
De soort komt voor in Maleisië (Sarawak) en Indonesië (Sumatra).

## Ondersoorten
- Cebrella pellecebra pellecebra (Fruhstorfer, 1910)
  - = Lycaenopsis melaena pellecebra Fruhstorfer, 1910
- Cebrella pellecebra moultoni Chapman, 1911
  - = Lycaenopsis moultoni Chapman, 1911